# Аксіома пари
Аксіомою [існування невпорядкованої] пари називається наступне висловлення теорії множин :
{\displaystyle ~\forall a_{1}\;\forall a_{2}\;\exists c\;\forall b\;(b\in c\;\iff \ b=a_{1}\;\lor \;b=a_{2})}
Аксіому пари можна сформулювати наступним чином: «Із двох довільних [однакових чи різних] множин можна утворити [щонайменше одну] невпорядковану пару, тобто таку множину {\displaystyle ~c}, кожний елемент якої {\displaystyle ~b} ідентичний даній множині {\displaystyle ~a_{1}} або даній множині {\displaystyle ~a_{2}}».

## Інші формулювання аксіоми пари
{\displaystyle ~\forall a_{1}\;\forall a_{2}\;\exists c\;(c=\{b:\;b=a_{1}\;\lor \;b=a_{2}\}\ )}
{\displaystyle ~\forall a_{1}\;\forall a_{2}\;\exists c\;\forall b\;(b\notin c\;\iff \;b\neq a_{1}\;\land \;b\neq a_{2})}
{\displaystyle ~\forall a_{1}\;\forall a_{2}\;\exists c\;(a_{1}\in c\;\land \;a_{2}\in c\quad \land \quad \forall b\;(b\neq a_{1}\;\land \;b\neq a_{2}\to b\notin c)\ )}